# Дуб черешчатий (Розсошенці)
Дуб чере́шчатий  — ботанічна пам'ятка природи місцевого значення в Україні. Розташована в межах Полтавського району Полтавської області, в селі Розсошенці (при автошляху М 22).

Площа 0,05 га. Статус надано згідно з рішенням облвиконкому № 74 від 17.04.1992 року. Перебуває віданні Полтавського райавтодору.

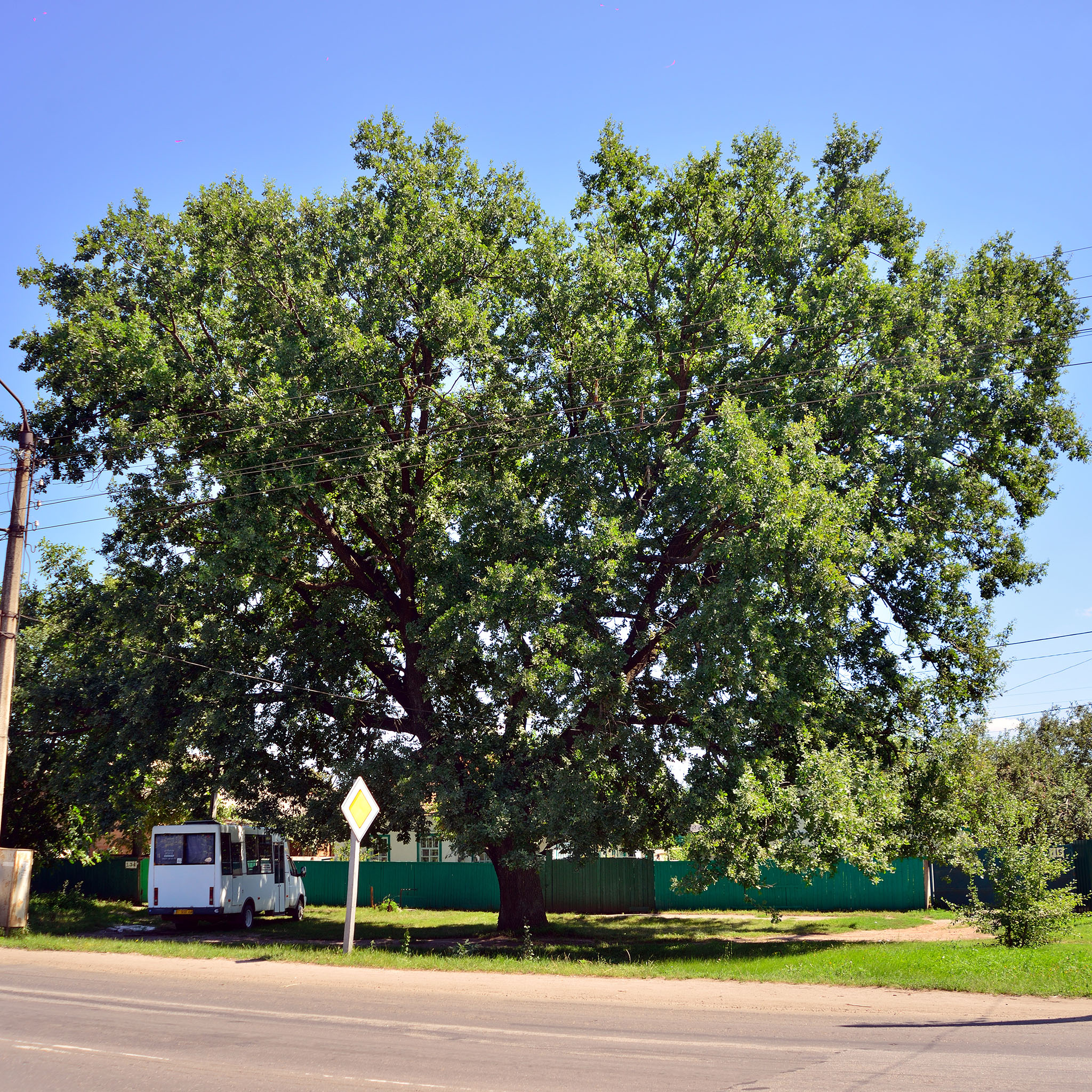
Дуб черешчатий у серпні 2015 р.

Статус надано для збереження одного екземпляра вікового дуба. 